# Renata Kowalczyk
Renata Kowalczyk (ur. 23 czerwca 1971 w Złotowie) – polska malarka, twórca ikon i sztuki użytkowej.

## Życiorys
Jest absolwentką Państwowego Liceum Sztuk Plastycznych w Bydgoszczy, gdzie uczyła się (specjalność: technik grafik) w latach 1986-1991. Potem studiowała zarządzanie dziedzictwem kulturowym i ochronę zabytków na Uniwersytecie Kazimierza Wielkiego w Bydgoszczy w latach 2014-2019. W międzyczasie doskonaliła warsztat twórczy (rzemieślniczy) w różnych zakładach w Złotowie, Chodzieży i Raciborzu. Wykonywała też ilustracje książkowe dla poznańskiego wydawnictwa Publicat. Od 2009 do 2011 prowadziła własna pracownię artystyczną Renika w Złotowie (zaprojektowała tu gadżety promujące miasto Złotów). Od 2012 do 2014 była członkiem Związku Plastyków Artystów RP. Jest prezesem Oddziału Krajeńskiego Krajna ZAP w Złotowie. Była współorganizatorką wystaw w Spichlerzu Złotowskim w 2013 i 2015 (m.in. cykl Cztery piętra sztuki), a także Ogólnopolskiej Wystawy CISZA w 2018 i innych plenerów malarskich.

## Nagrody
Otrzymała Grand Prix Ogólnopolskiego Biennale Plastyki w Dąbrowie Górniczej w 2012 za obraz Malwy.